# Пролетарка (Алтайський район, Росія)
Пролета́рка (рос. Пролетарка) — село у складі Алтайського району Алтайського краю, Росія. Входить до складу Пролетарської сільської ради.

## Населення
Населення — 183 особи (2010; 231 у 2002).
Національний склад (станом на 2002 рік):
- росіяни — 98 %